# رابرت هاچیسون، نخستین بارون هاچیسون مونتروز
رابرت هاچیسون، نخستین بارون هاچیسون مونتروز (انگلیسی: Robert Hutchison, 1st Baron Hutchison of Montrose; ۵ سپتامبر ۱۸۷۳ – ۱۳ ژوئن ۱۹۵۰) فرد نظامی اهل بریتانیا بود. وی همچنین برندهٔ جوایزی همچون لژیون دونور شده‌است.